# Суходілка
Суході́лка (інша назва — Суходільський) — річка в Україні, в межах Львівського і частково Стрийського районів Львівської області. Права притока Давидівки (басейн Дністра).

## Опис і розташування
Довжина 21 км, площа басейну 96 км². Річка слабозвивиста, заплава місцями (в нижній течії) заболочена.
Витоки розташовані між селами Селисько і Товщів. Річка тече на південний схід між лісистими пагорбами Львівського Опілля. Впадає у Давидівку на захід від села Чижичі.
Найбільша притока: Басарів (права).
Населені пункти: Селисько, Лопушна, Суходіл, Березина, Бринці-Загірні.